# Секреты (Византийская империя)
Секреты — учреждения центрального государственного управления Византии, соответствовавшие современным министерствам.

## Персонал
Во главе каждого секрета стояло особое лицо.
В секретах работали состоявшие на жалованье секретари, или нотарии (άσηχρητις, νοτάριος, ύπογραφεύς, ύπογραματεύς), занимавшие более или менее важные государственные должности.

## Назначение
Каждый секрет ведал делами по отдельной отрасли государственного управления.
Одним из важнейших секретов был Сектрет протоасикрит — собственная канцелярия императора, сопровождавшая его и во время походов.
Следующим по значению являлся Секрет логофета дрома, или просто логофета, заведовавший государственной почтой, рассылкой императорских указов, представлением иностранных послов и так далее.
Затем следовали финансовые секреты. Секрет великого сакеллария осуществлял верховный надзор над всеми финансовыми секретами: Секретом логофета общих дел (λογοθέτης ό γενικος) министра финансов, Секретом военного логофета (τοΰ στρατιωτικου λογοθέτοΰ), заведовавшего расходами по содержанию армии и флота; Секретом царской сакеллы, то есть императорской казны; Секретом монастырской экономии (τοΰ οίκονομίου των εύαγων οίκων), заведовавший, под управлением эконома, императорскими монастырями и богоугодными заведениями; Секретом частных, или приватных, дел (των οίκειακων), заведовавший имуществами императора.
При Константине IX Мономахе (1042—1055) был учрежден Секрет министра юстиции (ό έπι των κπίσεων): здесь судьями составлялись образцовые официальные бумаги и хранились копии решений.
Функционировали и другие секреты, но их назначение не выяснено.